# Wilfried Karl

Wilfried Karl im November 2024

Wilfried Karl (* 4. Oktober 1965 in Lampertheim) ist ein deutscher Diplom-Ingenieur. Er ist seit Mai 2017 der erste Präsident der Zentralen Stelle für Informationstechnik im Sicherheitsbereich (ZITiS) und war zuvor langjähriger Mitarbeiter des Bundesnachrichtendienstes.

## Leben
Karl leistete nach dem Abitur seinen Wehrdienst bei der Bundeswehr ab. Anschließend studierte er Elektrotechnik an der Friedrich-Alexander-Universität Erlangen-Nürnberg. Nach seinem Abschluss als Diplom-Ingenieur war er kurze Zeit freiberuflich für die damalige Grundig AG in Fürth tätig. 1993 trat er in den Bundesnachrichtendienst ein. Dort nahm er verschiedene Aufgaben innerhalb der Abteilung Technische Aufklärung wahr und war zuletzt deren kommissarischer Abteilungsleiter, bevor er 2017 erster Präsident der Zentralen Stelle für Informationstechnik im Sicherheitsbereich wurde.
Karl war viermal als Zeuge in den NSA-Untersuchungsausschuss des Deutschen Bundestags geladen. Als Unterabteilungsleiter im Bundesnachrichtendienst war er zuständig für die Übermittlung deutscher Internetdaten an die National Security Agency in der Operation Eikonal und deutscher Telefondaten an die Central Intelligence Agency in der Operation Glotaic.

## Privates
Karl lebt im Landkreis München.

## Werke
- Wilfried Karl, Christian Hummert: Digitale Souveränität: Die Rolle der ZITiS in der deutschen Cybersicherheitsarchitektur. In: Datenschutz und Datensicherheit - DuD. Band 45, Nr. 4, April 2021, S. 223–228, doi:10.1007/s11623-021-1423-4.